# Aubusson (Orne)
Aubusson ist eine französische Gemeinde mit 396 Einwohnern (Stand 1. Januar 2022) im Département Orne in der Region Normandie (vor 2016 Basse-Normandie). Sie gehört zum Arrondissement Argentan und zum Kanton Flers-2. Die Einwohner werden Aubussonnais genannt.

## Geografie
Die Gemeinde Aubusson liegt an der Vère, vier Kilometer nördlich von Flers und etwa 46 Kilometer südsüdwestlich von Caen. Umgeben wird Aubusson von den Nachbargemeinden Montilly-sur-Noireau im Norden, Athis-de-l’Orne im Osten, Flers im Südosten und Süden, Saint-Georges-des-Groseillers im Süden und Westen sowie Caligny im Nordwesten.

## Bevölkerungsentwicklung
| Jahr                       | 1962 | 1968 | 1975 | 1982 | 1990 | 1999 | 2010 | 2021 |
| Einwohner                  | 186  | 189  | 221  | 314  | 329  | 335  | 426  | 402  |
| Quellen: Cassini und INSEE |      |      |      |      |      |      |      |      |

## Sehenswürdigkeiten

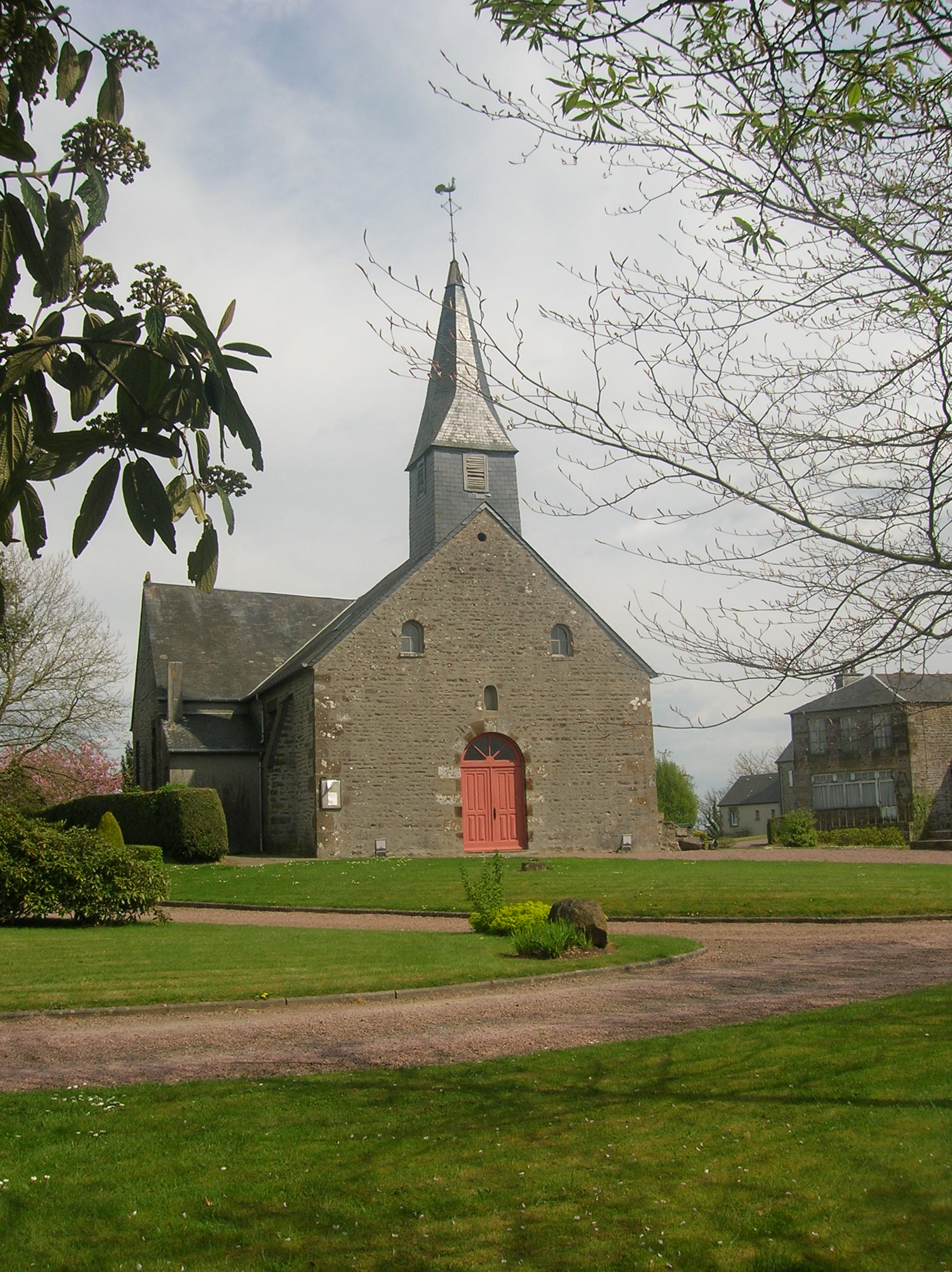
Kirche Saint-Céneri

- Kirche Saint-Céneri